# Don Cooper
Pour les articles homonymes, voir Cooper.
Donald James Cooper dit Don Cooper, né le 15 janvier 1957 à New York aux États-Unis, est un joueur américain de baseball évoluant en Ligue majeure de baseball de 1981 à 1985. Il devient ensuite entraîneur et occupe un poste d'instructeur des lanceurs chez les White Sox de Chicago entre 2011 et 2020. Il est manager par intérim des White Sox de Chicago en remplacement d'Ozzie Guillén lors des deux derniers matchs de la saison 2011.

## Carrière

### Joueur
Don Cooper achève ses études secondaires à la McClancy Memorial High School de New York en 1974. Il suit des études supérieures à l'Institut de technologie de New York où il évolue comme lanceur partant des NYIT Bears de 1975 à 1978. Lors de l'une de ses premières apparitions en universitaires au printemps 1975, il lance un match complet face à l'université Adelphi.
Désigné joueur de l'année de l'East Coast Athletic Conference en 1978, Don Cooper est drafté le 6 juin 1978 par les Yankees de New York.
Encore joueur de Ligues mineures, il est transféré chez les Twins du Minnesota le 8 décembre 1980 à la suite de la draft de Rule 5. Il fait ses débuts en Ligue majeure le 9 avril 1981.
Copper est échangé aux Blue Jays de Toronto le 10 décembre 1982 contre Dave Baker. Cantonné principalement à la Triple-A, il se contente de quelques apparitions avec les Blue Jays en 1983.
Retour à New York le 13 mars 1984 à la suite d'un échange entre les Blue Jays et les Yankees. Cooper ne joue que sept matchs comme releveur sous l'uniforme new-yorkais avant d'être libéré de son contrat à la fin de la saison 1985.
Don Cooper termine sa carrière de joueur en Triple-A au sein des organisations des Blue Jays de Toronto (Chiefs de Syracuse, 1986) puis des Orioles de Baltimore (Red Wings de Rochester, 1987).

### Entraîneur
Dès 1988, il rejoint l'organisation des White Sox de Chicago pour devenir manager en Ligues mineures. Il occupe ce type de postes chez les White Sox jusqu'en 2002.
Cooper est nommé au poste d'instructeur des lanceurs des White Sox le 22 juillet 2002. Il participe ainsi à la victoire en Série mondiale en 2005.
Cooper est manager par intérim des White Sox de Chicago en remplacement d'Ozzie Guillén lors des deux derniers matchs de la saison 2011.

## Statistiques
En saison régulière
| Statistiques de lanceur |            |    |    |    |     |    |   |   |      |    |      |
| Saison                  | Équipe     | G  | GS | CG | SHO | SV | V | D | IP   | SO | ERA  |
| 1981                    | Minnesota  | 27 | 2  | 0  | 0   | 0  | 1 | 5 | 58.2 | 33 | 4,30 |
| 1982                    | Minnesota  | 6  | 1  | 0  | 0   | 0  | 0 | 1 | 11.1 | 5  | 9,53 |
| 1983                    | Toronto    | 4  | 0  | 0  | 0   | 0  | 0 | 0 | 5.1  | 5  | 6,75 |
| 1985                    | NY Yankees | 7  | 0  | 0  | 0   | 0  | 0 | 0 | 10.0 | 4  | 5,40 |
| Totaux                  | Totaux     | 44 | 3  | 0  | 0   | 0  | 1 | 6 | 85.1 | 47 | 5,27 |

Note: G = Matches joués ; GS = Matches comme lanceur partant ; CG = Matches complets ; SHO = Blanchissages ; 
V = Victoires ; D = Défaites ; SV = Sauvetages ; IP = Manches lancées ; SO = retraits sur des prises ; ERA = Moyenne de points mérités.